# Solifenacin
Solifenacin, được bán dưới tên Vesicare và những thương hiệu khác, là một loại thuốc dùng để điều trị bàng quang hoạt động quá mức. Nó có thể điều trị tiểu tiện không tự chủ, tần suất tiết niệu và tiểu gấp. Lợi ích của thuốc tương tự như các loại thuốc khác trong lớp thuốc. Nó được đưa vào cơ thể qua miệng.
Tác dụng phụ thường gặp bao gồm khô miệng và táo bón. Tác dụng phụ nghiêm trọng có thể bao gồm bí tiểu, kéo dài QT, ảo giác và tăng nhãn áp. Không rõ liệu sử dụng có an toàn trong thai kỳ. Nó thuộc nhóm  thuốc đối kháng tại thụ thể muscarinic và hoạt động bằng cách giảm co bóp bàng quang.
Solifenacin đã được chấp thuận cho sử dụng y tế tại Hoa Kỳ vào năm 2004. Một tháng cung cấp thuốc này ở Vương quốc Anh tiêu tốn của NHS khoảng 27,62 bảng Anh vào năm 2019. Tại Hoa Kỳ, chi phí bán buôn của số thuốc này là khoảng 370 USD. Năm 2016, đây là loại thuốc được kê đơn nhiều thứ 170 tại Hoa Kỳ với hơn 3 triệu đơn thuốc.

## Sử dụng y tế
Solifenacin được sử dụng để điều trị bàng quang hoạt động quá mức. Nó có thể điều trị tiểu tiện không tự chủ, tần suất tiết niệu và tiểu gấp.
Lợi ích của thuốc này tương tự như các thuốc đối kháng tại thụ thể muscarinic khác như oxybutynin, tolterodine, và darifenacin.